# جبال بفومبا
تمتد جبال بفومبا أو جبال فومبا على الحدود بين زيمبابوي وموزمبيق، وتقع على بعد حوالي 10 كم جنوب شرق موتاري. يرتفع بفومبا إلى ارتفاع 1911 مترًا، وهو يمثل، مع جبال تشمانيماني في الجنوب وجبال نيانغاني في الشمال، جزءًا من المرتفعات الشرقية في مانيكالاند ومقاطعات مانيكا المجاورة. ويشار إليها باسم "جبال الضباب" (بفومبا هي كلمة من لغة الشونا وتعني "الضباب")، حيث غالبًا ما يبدأ الصباح الباكر بضباب يختفي بحلول منتصف الصباح. على الرغم من أن معظمها يقع داخل زيمبابوي، إلا أن الجبال تمتد شمال شرقًا إلى جبل فومبا (أو مونتي فومبا) في موزمبيق. وهي مغطاة بالتلال الخضراء الرائعة التي تأوي الفنادق الريفية ومَقمَرَة (كازينو) وملعب غولف في فندق ليوبارد روك وحديقة نباتية تتمتع بأحد أفضل المناظر في إفريقيا. وتشتهر الجبال أيضًا بمزارع البن.